# Bléneau
Bléneau és un municipi francès, situat al departament del Yonne i a la regió de Borgonya - Franc Comtat. L'any 2007 tenia 1.463 habitants.

## Demografia

### Població
El 2007 la població de fet de Bléneau era de 1.463 persones. Hi havia 712 famílies, de les quals 281 eren unipersonals (106 homes vivint sols i 175 dones vivint soles), 244 parelles sense fills, 142 parelles amb fills i 45 famílies monoparentals amb fills.
La població ha evolucionat segons el següent gràfic:
Habitants censats

### Habitatges
El 2007 hi havia 938 habitatges, 742 eren l'habitatge principal de la família, 125 eren segones residències i 70 estaven desocupats. 784 eren cases i 154 eren apartaments. Dels 742 habitatges principals, 502 estaven ocupats pels seus propietaris, 212 estaven llogats i ocupats pels llogaters i 28 estaven cedits a títol gratuït; 9 tenien una cambra, 46 en tenien dues, 232 en tenien tres, 230 en tenien quatre i 226 en tenien cinc o més. 489 habitatges disposaven pel capbaix d'una plaça de pàrquing. A 393 habitatges hi havia un automòbil i a 202 n'hi havia dos o més.

### Piràmide de població
La piràmide de població per edats i sexe el 2009 era:
| Homes | Edats   | Dones |
| ----- | ------- | ----- |
| 4     | 95 o +  | 8     |
| 4     | 90 a 94 | 16    |
| 12    | 85 a 89 | 32    |
| 16    | 80 a 84 | 24    |
| 44    | 75 a 79 | 64    |
| 40    | 70 a 74 | 56    |
| 76    | 65 a 69 | 52    |
| 48    | 60 a 64 | 64    |
| 56    | 55 a 59 | 48    |
| 56    | 50 a 54 | 44    |
| 40    | 45 a 49 | 40    |
| 40    | 40 a 44 | 28    |
| 44    | 35 a 39 | 36    |
| 40    | 30 a 34 | 36    |
| 28    | 25 a 29 | 52    |
| 40    | 20 a 24 | 20    |
| 24    | 15 a 19 | 40    |
| 32    | 10 a 14 | 24    |
| 28    | 5 a 9   | 40    |
| 28    | 0 a 4   | 40    |

## Economia
El 2007 la població en edat de treballar era de 805 persones, 540 eren actives i 265 eren inactives. De les 540 persones actives 473 estaven ocupades (262 homes i 211 dones) i 67 estaven aturades (28 homes i 39 dones). De les 265 persones inactives 137 estaven jubilades, 42 estaven estudiant i 86 estaven classificades com a «altres inactius».

### Ingressos
El 2009 a Bléneau hi havia 699 unitats fiscals que integraven 1.394,5 persones, la mediana anual d'ingressos fiscals per persona era de 16.199 €.

### Activitats econòmiques
Dels 100 establiments que hi havia el 2007, 3 eren d'empreses alimentàries, 5 d'empreses de fabricació d'altres productes industrials, 9 d'empreses de construcció, 15 d'empreses de comerç i reparació d'automòbils, 5 d'empreses de transport, 9 d'empreses d'hostatgeria i restauració, 1 d'una empresa d'informació i comunicació, 6 d'empreses financeres, 6 d'empreses immobiliàries, 14 d'empreses de serveis, 13 d'entitats de l'administració pública i 14 d'empreses classificades com a «altres activitats de serveis».
Dels 33 establiments de servei als particulars que hi havia el 2009, 1 era una gendarmeria, 1 oficina de correu, 3 oficines bancàries, 2 funeràries, 1 taller de reparació d'automòbils i de material agrícola, 2 tallers d'inspecció tècnica de vehicles, 1 autoescola, 1 guixaire pintor, 2 fusteries, 1 lampisteria, 3 electricistes, 1 empresa de construcció, 6 perruqueries, 3 veterinaris, 2 restaurants i 3 agències immobiliàries.
Dels 8 establiments comercials que hi havia el 2009, 1 era un hipermercat, 1 una botiga de més de 120 m², 2 fleques, 1 una fleca, 1 una peixateria, 1 una llibreria i 1 una joieria.
L'any 2000 a Bléneau hi havia 17 explotacions agrícoles que ocupaven un total de 1.792 hectàrees.

## Equipaments sanitaris i escolars
El 2009 hi havia 1 psiquiàtric, 1 farmàcia i 1 ambulància.
El 2009 hi havia 1 escola maternal i 1 escola elemental. Bléneau disposava d'un col·legi d'educació secundària amb 163 alumnes.

## Poblacions més properes
El següent diagrama mostra les poblacions més properes.